# پری‌الیکایی والاس
پری‌الیکایی والاس (نام علمی: Sipodotus wallacii) نام یک گونه از تیره پری‌الیکاییان است.